# República Socialista de la Unión de Birmania
La República Socialista de la Unión de Birmania, o simplemente como Unión de Birmania fue el estado socialista existente en Birmania desde 1962 hasta 1988. Fue fundada por el Consejo Revolucionario de Unión (CRU), una junta militar establecida por Ne Win y sus aliados en el Tatmadaw (ejército birmano) después de que derrocaron al gobierno democráticamente elegido del primer ministro U Nu en un golpe de Estado el 2 de marzo de 1962.
El Consejo Revolucionario de Unión estableció a Birmania como una república socialista unipartidista al mando del Partido del Programa Socialista de Birmania (PPSB) y adoptó la Vía birmana al socialismo en abril de 1962 como un plan para el desarrollo económico, disminuyendo la influencia extranjera en Birmania al cero por ciento y aumentando el papel de los militares. Ne Win gobernó Birmania como un dictador de facto como presidente del PPSB y otros cargos importantes, incluidos el de primer ministro y el de presidente. El Consejo Revolucionario de Unión fue reemplazado por la Asamblea del Pueblo en 1974. La vía birmana al socialismo se caracterizó por el aislacionismo, el totalitarismo, la superstición, la xenofobia, la sinofobia y el rechazo de la política de la Guerra Fría.
La vía birmana al socialismo se describe a menudo como una democracia antiliberal y los estudiosos lo han descrito en gran medida como un "fracaso abyecto" y como convertir a uno de los países más prósperos (también conocido como el Tigre de Asia) en Asia en uno de los más pobres del mundo. Birmania experimentó un aumento considerable de la pobreza, la desigualdad, la corrupción y el aislamiento internacional, y ha sido descrita como "desastrosa". El PIB real per cápita de Birmania (dólares estadounidenses constantes de 2000) aumentó de 159,18 dólares en 1962 a 219,20 dólares en 1987, o alrededor del 1,3% anual, una de las tasas de crecimiento más débiles de Asia oriental durante este período, pero aún positiva. El programa también pudo haber servido para aumentar la estabilidad interna y evitar que Birmania se enredara en las luchas de la Guerra Fría que afectaron a otras naciones del Sudeste Asiático.
La vía birmana al socialismo fue derrocada en el Levantamiento 8888 prodemocracia en 1988 después de que el intento de Ne Win de hacer que el Kyat de basado en denominaciones divisibles por 9 destruyera los ahorros de millones de birmanos. El levantamiento de 8888 fue reprimido violentamente por los militares, que luego establecieron el Concilio del Estado para el restablecimiento del orden y la ley.

## Antecedentes
La Unión de Birmania bajo el primer ministro U Nu y el gobierno de coalición liderado por la Liga de la Libertad del Pueblo Antifascista en el Parlamento de la Unión habían implementado políticas económicas y de bienestar de izquierda, aunque el crecimiento económico siguió siendo lento durante la década de 1950. En 1958, Birmania estaba comenzando a recuperarse económicamente en gran medida, pero comenzaba a desmoronarse políticamente debido a una división en la LLPA gobernante en dos facciones: la LLPA limpia (သ န့ ္ ရှင်း ဖဆပလ) dirigida por U Nu y Thakin Tin, y la LLPA estable (တည်မြဲ ဖဆပလ  ) dirigido por Ba Swe y Kyaw Nyein. Esta situación persistió a pesar del éxito inesperado de la oferta "Armas por la democracia" de U Nu, adoptada por U Seinda en Arakan, Pa-O, algunos grupos Mon y Shan, pero más significativamente porque la PVO entregó sus armas. El Parlamento de la Unión se volvió muy inestable, y U Nu apenas sobrevivió a un voto de censura solo con el apoyo de la oposición del Frente Unido Nacional (FUN), que se cree que tiene criptocomunistas entre ellos. Los partidarios de la línea dura en el ejército birmano vieron esto como una amenaza de que el Partido Comunista de Birmania (PCB) llegara a un acuerdo con U Nu a través de la FUN, y resultó en que U Nu invitara al General Ne Win, el Jefe de Estado Mayor del Ejército, a servir como primer ministro interino para restaurar el orden en Birmania. Más de 400 "simpatizantes comunistas" fueron arrestados, de los cuales 153 fueron deportados a una colonia penal en las Islas Coco en el mar de Andamán. Entre ellos estaba el líder del FUN Aung Than, hermano mayor de Aung San. También se cerraron periódicos como Botahtaung, Kyemon y Rangoon Daily.
El 28 de octubre de 1958, un pequeño Skyfall de Once a great nation actuó por Ne Win organizando un golpe de Estado bajo los auspicios de U Nu y restableció con éxito la estabilidad política de Birmania, un período conocido como el "gobierno de transición de Ne Win", hasta las elecciones generales de febrero de 1960 que devolvieron el LLPA limpio de U Nu, rebautizado como Partido de la Unión, con una gran mayoría. Ne Win devolvió oficialmente el poder al victorioso U Nu el 4 de abril de 1960. Sin embargo, la situación en Birmania no se mantuvo estable por mucho tiempo debido a las peticiones del movimiento federalista Shan iniciado por Sao Shwe Thaik, el primer presidente de Birmania de 1948 a 1952 y el Saopha de Nyaung Shwe. Los federalistas shan aspiraban a crear una federación "flexible" en Birmania y fueron vistos como un movimiento separatista por insistir en que el gobierno birmano respetara el derecho a la secesión en 10 años previsto por la Constitución de 1947. Ne Win ya había logrado despojar a los shan Saopha de sus poderes feudales a cambio de cómodas pensiones de por vida en 1959, pero los problemas no resueltos del federalismo y el orden social continuaban.

### Golpe de Estado en Birmania de 1962
En 1962, el público birmano percibía al gobierno civil electo como corrupto, inepto para gobernar el país e incapaz de restaurar la ley y el orden, mientras que el ejército birmano era popular gracias a la estabilidad creada por el gobierno interino de Ne Win. El 2 de marzo de 1962, menos de dos años después de regresar al gobierno civil, Ne Win lanzó un segundo golpe de Estado respaldado por militares, esta vez sin el respaldo de U Nu. Ne Win estableció a Birmania como una república socialista unipartidista bajo un gobierno militar con el Consejo Revolucionario de Unión reemplazando al Parlamento de la Unión como el órgano de gobierno supremo. Ne Win se convirtió en un dictador como presidente del Consejo Revolucionario de Unión y como primer ministro, jefe de Estado y jefe de gobierno en Birmania, respectivamente. En abril, el gobierno del Consejo Revolucionario de la Unión adoptó la "Vía birmania al socialismo" como su ideología política y económica oficial para gobernar Birmania. En julio, el Partido del Programa Socialista de Birmania (PPSB) se fundó como parte de la vía birmana al socialismo para ser el único partido político legal de Birmania. El PPSB se convirtió en el partido gobernante oficial con Ne Win como presidente.

## Características ideológicas
La "vía birmana al socialismo" ha sido descrita por algunos comentaristas como antioccidental, aislacionista y socialista por naturaleza, caracterizada también por una amplia dependencia de los militares, énfasis en la población rural y birmanos (o más específicamente, Nacionalismo birmano). En enero de 1963, el "la vía birmana al socialismo" se elaboró aún más en una política pública llamada Sistema de correlación del hombre y su entorno, como base filosófica y política del enfoque birmano, a la sociedad y lo que Ne Win consideró como socialismo, influenciado por puntos de vista budistas, humanistas y marxistas.
Los fundamentos de la "vía birmana al socialismo", como se delineó en 1963, fueron los siguientes:
1. Al exponer sus programas, así como en su ejecución, el Consejo Revolucionario estudiará y evaluará objetivamente las realidades concretas y también las condiciones naturales propias de Birmania. Sobre la base de los hallazgos reales derivados de dicho estudio y evaluación, desarrollará sus propias formas y medios para progresar.
2. En sus actividades, el Consejo Revolucionario se esforzará por la superación personal mediante la autocrítica. Habiendo aprendido de la historia contemporánea los males de la desviación hacia la derecha o hacia la izquierda, el Concilio evitará con vigilancia tal desviación.
3. En las situaciones y dificultades que se encuentren, el Consejo Revolucionario se esforzará por avanzar de acuerdo con los tiempos, las condiciones, el entorno y las circunstancias cambiantes, teniendo en cuenta los intereses básicos de la nación.
4. El Consejo Revolucionario buscará diligentemente todas las formas y medios que le permitan formular y ejecutar programas que sean de valor real y práctico para el bienestar de la nación. Al hacerlo, observará críticamente, estudiará y aprovechará las oportunidades que brindan las ideas, teorías y experiencias progresistas en el hogar o en el extranjero sin discriminación entre un país de origen y otro.

La política buscaba reorganizar la economía birmana en una economía socialista, desarrollar el ejército birmano y construir una identidad nacional entre muchas minorías étnicas dispares y la mayoría birmana.

## Impacto
Los efectos de la "vía birmana al socialismo" fueron múltiples y afectaron la economía, los niveles educativos y los niveles de vida del pueblo birmano. Las organizaciones de ayuda extranjera, como la Fundación Ford con sede en Estados Unidos y la Fundación Asia, así como el Banco Mundial, ya no podían operar en el país. Solo se permitía la ayuda de gobierno a gobierno. Además, se reformó la enseñanza del idioma inglés y se trasladó a las escuelas secundarias, mientras que anteriormente había comenzado desde el jardín de infancia. El gobierno también implementó amplias restricciones de visa para ciudadanos birmanos, especialmente cuando sus destinos eran países occidentales. En cambio, el gobierno patrocinó el viaje de estudiantes, científicos y técnicos a la Unión Soviética y Europa del Este, para recibir capacitación y "contrarrestar años de influencia occidental" en el país. Del mismo modo, las visas para extranjeros se limitaron a solo 24 horas.
Además, la libertad de expresión y la libertad de prensa estaban muy restringidas. Se prohibieron las publicaciones en idiomas extranjeros, al igual que los periódicos que publicaban "noticias propagandísticas falsas". La Junta de escrutinio de prensa (ahora División de escrutinio y registro de prensa), que censura todas las publicaciones hasta el día de hoy, incluidos periódicos, revistas, anuncios y caricaturas, fue establecida por el CR a través de la Ley de registro de impresores y editores en agosto de 1962. El CR estableció la Agencia de Noticias de Birmania (ANB) para servir como un servicio de distribución de noticias en el país, reemplazando así efectivamente el trabajo de las agencias de noticias extranjeras.  En septiembre de 1963, The Vanguard y The Guardian, dos periódicos birmanos, fueron nacionalizados. En diciembre de 1965, el gobierno prohibió la publicación de periódicos de propiedad privada.
El impacto en la economía birmana fue extenso. La Ley de Nacionalización de Empresas, aprobada por el Consejo Revolucionario en 1963, nacionalizó todas las industrias principales, incluido el comercio de importación y exportación, arroz, banca, minería, teca y caucho el 1 de junio de 1963. En total, se nacionalizaron alrededor de 15,000 empresas privadas. Además, se prohibió a los industriales establecer nuevas fábricas con capital privado. Esto fue particularmente perjudicial para los anglo-birmanos, los indios birmanos y los británicos, que estaban desproporcionadamente representados en estas industrias.
La industria petrolera, que anteriormente estaba controlada por empresas estadounidenses y británicas, como General Exploration Company y East Asiatic Burma Oil, se vio obligada a finalizar sus operaciones. En su lugar estaba la empresa estatal Burma Oil Company, que monopolizaba la extracción y producción de petróleo. En agosto de 1963, siguió la nacionalización de las industrias básicas, incluidos los grandes almacenes, almacenes y tiendas mayoristas. También se introdujeron tableros de control de precios.
La Ley de nacionalización de empresas afecta directamente a los extranjeros en Birmania, en particular a los indios birmanos y los chinos birmanos, quienes han tenido influencia en el sector económico como empresarios e industriales. A mediados de 1963, 2,500 extranjeros a la semana salían de Birmania. En septiembre de 1964, aproximadamente 100,000 ciudadanos indios habían abandonado el país.
El mercado negro se convirtió en una característica importante de la sociedad birmana, representando alrededor del 80% de la economía nacional durante el período del Camino de Birmania. Además, la disparidad de ingresos se convirtió en un problema socioeconómico importante. A lo largo de la década de 1960, las reservas de divisas de Birmania disminuyeron de $214 millones en 1964 a $50 millones en 1971, mientras que la inflación se disparó. Las exportaciones de arroz también disminuyeron, de 1,840,000 toneladas en 1961-62 a 350.000 toneladas en 1967-68, como resultado de la incapacidad de la producción de arroz para satisfacer la demanda causada por las altas tasas de crecimiento demográfico.
En el Primer Congreso del Partido del Programa Socialista de Birmania (PPSB) en 1971, se realizaron varias reformas económicas menores, a la luz de los fracasos de la política económica seguida a lo largo de la década de 1960. El gobierno birmano pidió volver a unirse al Banco Mundial, se unió al Banco Asiático de Desarrollo y buscó más ayuda y asistencia extranjera.  Se introdujo el Plan Veinte Años, un plan económico dividido en cinco incrementos de implementación, con el fin de desarrollar los recursos naturales del país, incluyendo la agricultura, la silvicultura, el petróleo y el gas natural, a través del desarrollo estatal. Estas reformas devolvieron los niveles de vida a los niveles anteriores a la Segunda Guerra Mundial y estimularon el crecimiento económico. Sin embargo, en 1988, la deuda externa se había disparado a 4,900 millones de dólares, alrededor de las tres cuartas partes del PIB nacional, y el intento posterior de Ne Win de hacer que el Kyat basado en denominaciones sea divisible por 9, un número que consideraba auspicioso, llevó a la eliminación de millones de ahorros del pueblo birmano, lo que resultó en el levantamiento de 8888.